# Flughafen Carcassonne

i7
i11
i13
Der Flughafen Carcassonne (frz. Aéroport de Carcassonne en Pays Cathare, IATA-Code: CCF, ICAO-Code: LFMK) liegt im französischen Département Aude im Industriegebiet von Salvaza, nahe der Stadt Carcassonne. Betreiber des Flughafens ist die Industrie- und Handelskammer von Carcassonne-Limoux-Castelnaudary. Die Gesamtfläche des Flughafenareals beträgt 110 ha. Er ist von 8 bis 18 Uhr geöffnet.
Auf dem Flugplatz befindet sich ein Campus der École nationale de l’aviation civile (französische Universität für Zivilluftfahrt).

## Verkehrsanbindung
Laut der offiziellen Website des Flughafens verkehrt eine auf den Flugplan abgestimmte Flughafen‑Bus‑Shuttle‑Verbindung, die etwa 45 Minuten nach jeder Ankunft in Richtung Stadtzentrum von Carcassonne (Cité, Place Gambetta, Gare SNCF etc.) abfährt. Die Fahrtzeit bis zum Gare SNCF beträgt etwa 25 Minuten. Zudem stehen am Flughafenterminal Taxis und Mietwagen bereit.